# 平井誠一
平井 誠一（ひらい せいいち、1967年8月18日 - ）は、日本の男性声優、ナレーター。広島県出身。東京俳優生活協同組合所属。

## 略歴
盈進高等学校を卒業後、俳協養成所16期生を経て東京俳優生活協同組合に所属。

## 出演

### ナレーション

#### テレビ
日本テレビ
- NNNニュースプラス1
- 伝説音舗～うれる堂～（よみうりテレビ制作）
- 24時間テレビ（ダンス甲子園）
- ものまねグランプリ

TBS
- キングオブチェアー
- ネプの超法則!!

フジテレビ
- 嵐の技ありッ!
- お台場明石城
- さんまの笑顔映像グランプリ
- 力の限りゴーゴゴー!!
- 独占!金曜日の告白
- なまあらし
- 初詣!爆笑ヒットパレード
- ハモネプ
- 直撃LIVE グッディ!

テレビ朝日
- いきなり!黄金伝説。
- 決定!これが日本のベスト100
- サタデー総合研究所
- 史上最強のメガヒット カラオケBEST100 完璧に歌って1000万円
- スクープ21
- SMAP☆がんばりますっ!!
- てんこもり
- ヒットの泉〜ニッポンの夢ヂカラ!〜（朝日放送制作）
- やべっちFC

テレビ東京
- 仰天パニックシアター
- ウソだと思ったらホントだった!30秒後に絶対見られるTV（2012年8月8日）

BS/CS他
- BSアニメ夜話（NHK）
- ファ見る!（ファミリー劇場）

#### CM
- アース製薬

### 特撮
- スーパー戦隊シリーズ
  - 高速戦隊ターボレンジャー（ジンバの声）
  - 劇場版 高速戦隊ターボレンジャー（ジンバの声）
  - 超力戦隊オーレンジャー（UA基地アナウンスの声）
- メタルヒーローシリーズ
  - 世界忍者戦ジライヤ（爆忍ロケットマンの声）
  - 特警ウインスペクター（ウォルターの声）
  - 特救指令ソルブレイン（ウォルターの声）
  - 重甲ビーファイター（傭兵デスマルト（合体怪人デスマルト）の声）

### テレビドラマ
- 総務部総務課山口六平太 第15話（1988年） - 研修生

### 吹き替え
- タイニー・トゥーン
- ハリーとヘンダスン一家 ※TBS版
- ヒーロー/靴をなくした天使
- フレンズ

### ゲーム
- 007 トゥモロー・ネバー・ダイ（ジェームズ・ボンド）プレイステーション版

### ドラマCD
- やってらんねェぜ!（アニメドラマCD）